# Островіти
Островіти (біл. вёска Астравіты) — село в складі Червенського району Мінської області, Білорусь. Село підпорядковане Червенській сільській раді, розташоване в центральній частині області.